# Forsterocoris stewartensis
Forsterocoris stewartensis är en insektsart som beskrevs av Mali B. Malipatil 1977. Forsterocoris stewartensis ingår i släktet Forsterocoris och familjen Rhyparochromidae. Inga underarter finns listade i Catalogue of Life.